# Amerijet International
Amerijet International es una aerolínea de carga con sede en Fort Lauderdale, Florida, Estados Unidos. Opera servicios de carga a destinos en América Central, América del Sur y el Caribe. Su base principal es Aeropuerto Internacional Fort Lauderdale-Hollywood, con un centro en el Aeropuerto Internacional de Miami.

## Historia
La aerolínea se estableció y comenzó sus operaciones en 1974. Fue fundado por David Bassett (Presidente y Director Ejecutivo) y un socio con una aeronave arrendada, que opera servicios de pasajeros y carga entre los EE. UU. y las Bahamas. En 1976 se convirtió en un Amerijet única compañía aérea de carga. A finales de 1978 los contratos de mensajería se han tomado de Purolator, FedEx, UPS, DHL en el aire y desde comienzos del decenio de 1980. En 1982 compró su socio y creado Amerijet Internacional. Es operado por el capítulo 11 de protección de quiebra del 22 de agosto de 2001 hasta el 31 de diciembre de 2001, de la que salió tras la reestructuración financiera. Amerijet Internacional es propiedad de HIG Capital (66%) y David Bassett (34%) y tiene 577 empleados.

## Destinos
Amerijet International opera servicios de transporte de mercancías a los siguientes destinos (a partir de julio de 2007): El Salvador, Anguila, Antigua, Aruba, Barbados, Barcelona, Bogotá, Ciudad de Belice, Cancún, Ciudad del Carmen, Curazao, Dominica, Fort-de-France, Freeport Georgetown, Granada, Guadalajara, Ciudad de Guatemala, Kingston, Las Piedras, Lima, Managua,    Maracaibo, Maturín, Mérida, Medellín, Ciudad de México, Comayagua, Montserrat, Monterrey, Nassau, Nevis, Pointe-à-Pitre, Porlamar, Puerto Príncipe, Panamá, Puerto España, Puerto Plata (RD), Punta Cana (RD), San Juan, San Pedro Sula, San Salvador, Santiago (RD), Santo Domingo (RD), San Cristóbal, Santa Lucía, San Martín, San Vicente, Tórtola.

## Flota

### Flota Actual
La flota de Amerijet Internacional se compone de las siguientes aeronaves (a mayo de 2023):
| Boeing 757-200F | 6  | — |  |  |  |  |
| Boeing 767-200F | 5  | — |  |  |  |  |
| Boeing 767-300F | 12 | — |  |  |  |  |
| Total           | 23 | — |  |  |  |  |

La flota de la aerolínea posee a mayo de 2023 una edad media de 27.1 años.